# Seba Johnson
Seba Johnson (ur. 1 maja 1973, Frederiksted) – narciarka alpejska z Wysp Dziewiczych Stanów Zjednoczonych, pierwsza afroamerykańska narciarka alpejska, która wystąpiła na zimowych igrzyskach olimpijskich, aktorka.

## Życiorys
Seba Johnson urodziła się 1 maja 1973 roku w miejscowości Frederiksted. Jej angielscy przodkowie zamieszkiwali okolice stanów New Hampshire i Maine w Stanach Zjednoczonych. Jej ojciec zaś pochodzi z Burundi, z plemienia Tutsi, a matka ma korzenie angielskie i słoweńskie. Johnson jest absolwentką Howard University, jest też członkinią organizacji Screen Actors Guild oraz Delta Sigma Theta Sorority, Incorporated.
Seba Johnson dwukrotnie wystartowała na zimowych igrzyskach olimpijskich (1988 i 1992). Zaliczyła w nich cztery starty, a na igrzyskach w 1988 roku była także chorążym reprezentacji.
W 1988 roku, najmłodsza w całej stawce Amerykanka z Wysp Dziewiczych, wystąpiła w dwóch konkurencjach. W slalomie gigancie zajęła 28. miejsce; wystartowała również w supergigancie, jednak została zdyskwalifikowana. Cztery lata później, na igrzyskach w Albertville, zajęła 37. pozycję w slalomie gigancie i taką samą w slalomie.
W 1989 roku wystartowała na mistrzostwach świata juniorów rozgrywanych wówczas w Aleysce. W obu konkurencjach plasowała się na ostatnich miejscach (32. miejsce w slalomie gigancie i 36. miejsce w zjeździe).
Seba Johnson była pierwszą afroamerykańską narciarką alpejską, która wystąpiła na zimowych igrzyskach olimpijskich. Do historii przeszła też jako jeden z najmłodszych sportowców, którzy wystąpili w narciarstwie alpejskim na zimowych igrzyskach olimpijskich. Występowała w zawodach Pucharu Świata, jednak nigdy nie zdobyła punktów. Startowała też m.in. na mistrzostwach świata seniorek w roku 1991, jednak bez sukcesów.
Wystąpiła w kilku filmach i serialach telewizyjnych. Jest weganką.

## Osiągnięcia

### Zimowe igrzyska olimpijskie
| Igrzyska         | Konkurencja                                             | Czas | Wynik |
| ---------------- | ------------------------------------------------------- | ---- | ----- |
| Calgary 1988     |                                                         |      |       |
| Supergigant      | –                                                       | DSQ  |       |
| Slalom gigant    | 2:49,21 (1. przejazd – 1:19,27) (2. przejazd – 1:29,94) | 28   |       |
| Albertville 1992 |                                                         |      |       |
| Slalom gigant    | 2:50,67 (1. przejazd – 1:23,21) (2. przejazd – 1:27,46) | 37   |       |
| Slalom           | 2:09,76 (1. przejazd – 1:08,65) (2. przejazd – 1:01,11) | 37   |       |

### Mistrzostwa świata juniorów
| Mistrzostwa   | Konkurencja | Czas | Wynik |
| ------------- | ----------- | ---- | ----- |
| Aleyska 1989  |             |      |       |
| Slalom gigant | 2:33,39     | 32   |       |
| Zjazd         | 1:43,58     | 36   |       |

## Filmografia
- Wybrane[2][6]:

| Rok  | Nazwa filmu              | Rola                   |
| ---- | ------------------------ | ---------------------- |
| 2005 | Empire Falls             | Klientka baru Key West |
| 2008 | 21                       | Pracownica na lotnisku |
| 2008 | Dziewczyna mojego kumpla | Druhna                 |